# Route nationale 8a (Madagascar)
Pour les articles homonymes, voir Route nationale 8.
La route nationale 8a (N 8a) est une route nationale s'étendant de Maintirano  jusqu'à Antsalova à Madagascar.

## Description
La N8a parcourt 118 km dans la région de Melaky.

## Parcours
- Maintirano
- Mafaijijo
- Betanatana
- Bemonto
- Antsalova